# Jean Rouch
Jean Rouch [žán rúš] (31. května 1917, Paříž - 18. února 2004, 16 km od Birnin N'Konni v centrálním Nigeru) byl francouzský filmař a antropolog. Je považován za jednoho z průkopníků vizuální antropologie a žánru etnofikce. Koncem 50. let se Jean Rouch stal vůdčí postavou mladého francouzského dokumentárního filmu. Vizuální antropologii se věnoval nejen jako filmař, ale i jako teoretik. Během svého života natočil okolo 120 filmů. Jean Rouch strávil mnoho času v Africe, kde natočil řadu dokumentů a také zde v roce 2004 při autonehodě zahynul.

## Kariéra
Jean Rouch se o Afriku začal zajímat v roce 1941, kdy pracoval v Nigeru jako civilní inženýr na stavbě. Poté se vrátil do Francie, zapojil se do francouzského hnutí odporu a po válce pracoval nějaký čas jako novinář v agentuře AFP, nejstarší zpravodajské agentuře na světě. Nakonec se však vrátil do Afriky, aby se zde začal naplno věnovat tvorbě etnografických filmů.
Rouchovy filmy bývají často řazeny do školy cinema verité - pravdivého filmu, jež v 60. letech výrazně ovlivnila vývoj světové kinematografie. Jeho asi nejznámějším filmem je Kronika jednoho léta (Chronique d'un été) z roku 1961, jež je portrétem sociálního života soudobých Francouzů. Na filmu s ním spolupracoval i francouzský sociolog Edgar Morin.

## Filmografie
- Šílení mistři (Les Maîtres Fous, 1954)
- Les Fils de l'eau (1955)
- Moi, un noir (1958)
- La pyramide humaine (1959)
- Kronika jednoho léta (Chronique d'un été, 1961)
- La chasse au lion à l'arc (1965)
- Jaguar (1967)
- Cocorico M. Poulet (1974)
- Ciné-portrait de Margaret Mead (1977)
- Bougo, les funérailles du vieil Anaï (1979)